# 楠井敏朗
楠井 敏朗（くすい としろう、1932年2月1日 - ）は、日本の経済学者、横浜国立大学名誉教授。
長崎県長崎市生まれ。1961年和歌山大学卒、1965年東京大学大学院経済学研究科博士課程中退。1970年「イギリス農業革命史論 近代的農業成立過程の研究」で経済学博士。1965年東京大学経済学部助手。1968年横浜国立大学経営学部助教授、1979年教授、1997年定年退官、名誉教授、横浜商科大学教授。

## 著書
- 『イギリス農業革命史論』弘文堂 1969
- 『アメリカ資本主義と産業革命』弘文堂 1970
- 『アメリカ資本主義と民主主義』多賀出版 1986
- 『法人資本主義の成立 20世紀アメリカ資本主義分析序論』日本経済評論社 1994
- 『アメリカ資本主義の発展構造』日本経済評論社 1997
- 『富、権力、そして神 社会環境論序説』日本評論社 横浜商科大学学術研究叢書　2002
- 『アメリカ資本主義とニューディール』日本経済評論社 2005
- 『大塚久雄論』日本経済評論社 2008

### 共著
- 『エレメンタル西洋経済史』馬場哲,諸田實,山本通共著 英創社 1995

### 翻訳
- R.P.シャーキー『貨幣、階級および政党 南北戦争=再建の経済的研究』多賀出版 1988
- R.バチェラー『フォーディズム 大量生産と20世紀の産業・文化』大橋陽共訳 日本経済評論社 1998

## 論文
- <楠井敏朗